# Mörkret som faller
Mörkret som faller (engelska: Night Always Comes) är en amerikansk kriminaldramafilm som har premiär på Netflix under 2025. Filmen är regisserad av Benjamin Caron efter ett manus skrivet av Sarah Conradt och Willy Vlautin.

## Handling
Lynette riskerar allt för att säkra en framtid för sig själv och sin bror. Hon ger sig ut på en farlig odyssé och tvingas konfrontera sitt mörka förflutna under en intensiv natt.

## Rollista (i urval)
- Vanessa Kirby - Lynette
- Jennifer Jason Leigh - Doreen
- Zack Gottsagen - Kenny
- Stephen James
- Julia Fox
- Eli Roth
- Randall Park
- Michael Kelly